# ラジオ・シンガポール・インターナショナル
ラジオ・シンガポール・インターナショナル（Radio Singapore International）は、シンガポールの国際放送である。インターネットラジオでも放送している。

## 沿革
- 1994年2月1日 - 放送開始

## 言語・周波数
- 英語：RSI English 6,080 kHz/6,150 kHz（11:00 - 14:00 UTC）
- 中国語：RSI Chinese 6,185 kHz/6,000 kHz（11:00 - 14:00 UTC）
- マレーシア語：RSI Malay　6,120 kHz/7,235 kHz（09:00 - 12:00 UTC）
- インドネシア語：RSI Bahasa Indonesia　6,120 kHz/7,235 kHz（12:00 - 14:00 UTC）

## その他
- ベリカードの発行基準は厳しいため、返信数はまれである[要出典]。
- メディアコープによって運営されている。
- 2008年7月31日をもって短波放送は終了した。